# Kelburne HC
| Europapokalbilanz Herren Feld |                       |        |       |             |
| Jahr                          | Wettbewerb            | Niveau | Platz | Ort         |
| 1991                          | Club Champions Trophy | 2      | 2     | Glasgow     |
| 1992                          | Club Champions Trophy | 2      | 1     | Gibraltar   |
| 1993                          | Club Champions Cup    | 1      | 7     | Brüssel     |
| 1995                          | Club Champions Trophy | 2      | 3     | Glasgow     |
| 2004                          | Cup Winners Cup       | 1      | 7     | Eindhoven   |
| 2005                          | Cup Winners Trophy    | 2      | 1     | Wien        |
| 2006                          | Club Champions Trophy | 2      | 2     | Wettingen   |
| 2007                          | Club Champions Cup    | 1      | 7     | Bloemendaal |
| 2008                          | Euro Hockey League    | 1      | AF    | Terrassa    |
| 2009                          | Euro Hockey League    | 1      | VR 24 | Lille       |
| 2010                          | Euro Hockey League    | 1      | VR 24 | Barcelona   |
| 2011                          | Euro Hockey League    | 1      | VR 24 | Terrassa    |
| 2012                          | Club Trophy           | 2      | 2     | Lille       |
| 2013                          | Euro Hockey League    | 1      | AF    | Amsterdam   |
| 2014                          | Euro Hockey League    | 1      | VR 24 | Barcelona   |
| 2015                          | Euro Hockey League    | 1      | VR 24 | Barcelona   |
| 2016                          | Club Trophy           | 2      | 3     | Glasgow     |
| 2017                          | Euro Hockey League    | 1      | VR 24 | Banbridge   |
| 2018                          | Euro Hockey League    | 1      | VR 24 | Barcelona   |

Der Kelburne Hockey Club ist ein schottischer Hockey-Club aus dem 13 km westlich von Glasgow gelegenen Paisley. Der in gelben Shirts, schwarzen Hosen und roten Stutzen spielende Verein wurde 1860 als Cricket-Club gegründet, die Hockeyabteilung wurde 1969 eingerichtet. Der Club unterhält fünf Herren- und drei Damenteams und zahlreiche Jugendmannschaften.
Kelburne war bei den Herren der dominierende Verein in den 1990er Jahren als man neben vier nationalen Meistertiteln, den nationalen Pokal und die Great Britain and Ireland Championship gewann. Nach einem Umbruch konnte der Club ab 2005 wieder an diese Erfolge anknüpfen. 2006, 2007 und 2008 wurde Kelburne sowohl schottischer Meister als auch Pokalsieger, wobei das Team in der Saison 2006/2007 verlustpunktfrei blieb. In der Euro Hockey League erreichte der Verein 2007/2008 das Achtelfinale. In der Saison 2008/2009 schied die Mannschaft bereits in der Vorrunde aus.